# أونيل
أونيل (بالإنجليزية: O'Neill) هي مدينة أمريكية تقع في ولاية نبراسكا. تبلغ مساحة هذه المدينة 6.1 (كم²)،ويبلغ عدد سكانها 3705 نسمة حسب إحصاء سنة 2010 م 3705.تشير إحصاءات سنة 2000م بأن الكثافة السكانية في هذه المدينة تقدر بـ(610.3) نسمة/كم2

## التركيبة السكانية
قام مكتب تعداد الولايات المتحدة بتحديد بيانات التركيبة السكانية لأونيلفي تعداد الولايات المتحدة. في ما يلي، التركيبة السكانية حسب تعدادي 2000 و2010.

### تعداد عام 2000
بلغ عدد سكان أونيل 3,733 نسمة بحسب تعداد عام 2000، وبلغ عدد الأسر 1,554 أسرة وعدد العائلات 988 عائلة مقيمة في المدينة. في حين سجلت الكثافة السكانية 1,580.7 نسمة لكل ميل مربع (610.3/كم2). وبلغ عدد الوحدات السكنية 1,740 وحدة بمتوسط كثافة قدره 736.8 نسمة لكل ميل مربع (284.5/كم2).
وتوزع التركيب العرقي للمدينة بنسبة 98.53% من البيض و 0.43% من الأمريكيين الأصليين و 0.16% من الأمريكيين ذوي الأصول الآسيوية و 0.03% من الأمريكيين الأفارقة و 0.46% من عرقين مختلطين أو أكثر.
بلغ عدد الأسر 1,554 أسرة كانت نسبة 30.4% منها لديها أطفال تحت سن الثامنة عشر تعيش معهم، وبلغت نسبة الأزواج القاطنين مع بعضهم البعض 54.0% من أصل المجموع الكلي للأسر، ونسبة 7.7% من الأسر كان لديها معيلات من الإناث دون وجود شريك، وكانت نسبة 36.4% من غير العائلات. تألفت نسبة 33.8% من أصل جميع الأسر من أفراد ونسبة 17.8% كانوا يعيش معهم شخص وحيد يبلغ من العمر 65 عاماً فما فوق. وبلغ متوسط حجم الأسرة المعيشية 3.01، أما متوسط حجم العائلات فبلغ 2.33.
بلغ العمر الوسطي للسكان 40 عاماً. وكانت نسبة 26.7% من القاطنين تحت سن الثامنة عشر، وكانت نسبة 5.7% بين الثامنة عشر والأربعة وعشرون عاماً، ونسبة 24.8% كانت واقعةً في الفئة العمرية ما بين الخامسة والعشرون حتى والأربعة وأربعون عاماً، ونسبة 20.4% كانت ما بين الخامسة والأربعون حتى الرابعة والستون، ونسبة 22.3% كانت ضمن فئة الخامسة والستون عاماً فما فوق. يوجد لكل 100 أنثى 84.1 ذكر، ويوجد لكل 100 أنثى في الثامنة عشر من عمرها فما فوق 80.9 ذكر.
بلغ متوسط دخل الأسرة في المدينة 30,815 دولار، أما متوسط دخل العائلة فبلغ 40,063 دولار. وكان متوسط دخل الذكور 28,614 دولار مقابل 18,627 دولار للإناث. وسجل دخل الفرد الخاص بالمدينة 15,998 دولار. وكانت نسبة 5.0% من العائلات ونسبة 8.5% من السكان تحت خط الفقر، وكان من هؤلاء نسبة 3.4% تحت سن الثامنة عشر ونسبة 12.3% في الخامسة والستين من العمر وما فوق.

### تعداد عام 2010
بلغ عدد سكان أونيل 3,705 نسمة بحسب تعداد عام 2010، وبلغ عدد الأسر 1,593 أسرة وعدد العائلات 970 عائلة مقيمة في المدينة. في حين سجلت الكثافة السكانية 1,556.7 نسمة لكل ميل مربع (601.0/كم2). وبلغ عدد الوحدات السكنية 1,778 وحدة بمتوسط كثافة قدره 747.1 لكل ميل مربع (288.5/كم2).
وتوزع التركيب العرقي للمدينة بنسبة 94.2% من البيض و 0.5% من الأمريكيين الأصليين و 0.2% من الأمريكيين ذوي الأصول الآسيوية و 0.2% من سكان جزر المحيط الهادئ و 0.2% من الأمريكيين الأفارقة و 0.8% من عرقين مختلطين أو أكثر.
بلغ عدد الأسر 1,593 أسرة كانت نسبة 28.4% منها لديها أطفال تحت سن الثامنة عشر تعيش معهم، وبلغت نسبة الأزواج القاطنين مع بعضهم البعض 49.1% من أصل المجموع الكلي للأسر، ونسبة 8.6% من الأسر كان لديها معيلات من الإناث دون وجود شريك، بينما كانت نسبة 3.2% من الأسر لديها معيلون من الذكور دون وجود شريكة وكانت نسبة 39.1% من غير العائلات. تألفت نسبة 34.6% من أصل جميع الأسر من أفراد ونسبة 17.3% كانوا يعيش معهم شخص وحيد يبلغ من العمر 65 عاماً فما فوق. وبلغ متوسط حجم الأسرة المعيشية 2.94، أما متوسط حجم العائلات فبلغ 2.28.
بلغ العمر الوسطي للسكان 42.8 عاماً. وكانت نسبة 24.8% من القاطنين تحت سن الثامنة عشر، وكانت نسبة 6.5% بين الثامنة عشر والأربعة وعشرون عاماً، ونسبة 20.9% كانت واقعةً في الفئة العمرية ما بين الخامسة والعشرون حتى والأربعة وأربعون عاماً، ونسبة 27.5% كانت ما بين الخامسة والأربعون حتى الرابعة والستون، ونسبة 20.2% كانت ضمن فئة الخامسة والستون عاماً فما فوق. وتوزع التركيب الجنسي للسكان بنسبة 48.4% ذكور و51.6% إناث.